# ریپون
 ریپون  (به انگلیسی: Ripon) شهری است در انگلستان واقع در ناحیه بورکشایر و هامبر. جمعیت این شهر ۱۵٬۹۲۲ نفر است.